# Robin Mattson
Robin Mattson (Los Angeles, 1 juni 1956) is een Amerikaanse actrice, vooral bekend als Gina Capwell in de soapserie Santa Barbara.
Mattson werd geboren in Los Angeles. Op de prille leeftijd van zeven jaar begon ze met haar acteercarrière.
Ze trad op in verschillende soaps, waaronder General Hospital, Santa Barbara, All My Children en The Bold and the Beautiful.
Mattson heeft daarnaast een kookboek geschreven.
- Bibliothèque nationale de France: cb14204704b (data)
- International Standard Name Identifier: 0000 0000 0071 9286
- Library of Congress Control Number: no96019775
- Virtual International Authority File: 10059618
- WorldCat: E39PBJmHHhTxQWFVWb4GdxyWXd